# Aristolochia isaurica
Aristolochia isaurica là một loài thực vật có hoa trong họ Aristolochiaceae. Loài này được E.Nardi mô tả khoa học đầu tiên năm 1993.